# Poromitra megalops
Poromitra megalops is een straalvinnige vissensoort uit de familie van de grootschubvissen (Melamphaidae). De wetenschappelijke naam van de soort werd in 1878 gepubliceerd door Christian Frederik Lütken.